# Gnarls Barkley
Gnarls Barkley este un duo american de muzică soul, care este format din doi membri, Danger Mouse și Cee Lo Green. Primul album de studio St. Everywhere a fost lansat în 2006, trei luni dupa primul single „Crazy". Ambele lansari au avut un succes major comercial. În martie 2008, grupul a lansat al doilea album de studio The Odd Couple.
În 2011, revista Rolling Stone a declarat că „Crazy" este cel mai bun căntec al deceniului 2000–2009.

## Discografie
- St. Elsewhere (2006)
- The Odd Couple (2008)